# Gobius auratus
Il ghiozzo dorato (Gobius auratus) è un pesce di mare appartenente alla famiglia Gobiidae.

## Distribuzione ed habitat
La sua distribuzione è mal conosciuta ma sembra comunque endemico del mar Mediterraneo. Nella acque italiane è segnalato in Sicilia, all'Isola d'Elba, al Monte Argentario, in Sardegna e nel Lazio.
Il suo habitat è su fondi duri con presenza di sabbia, vegetazione e gorgonie tra i 15 e gli 80 m di profondità.

## Descrizione
Il suo aspetto generale è quello tipico dei Gobius, quello che lo rende inconfondibile anche al profano è il colore giallo canarino vivace, talvolta con un punto nero sotto le pinne pettorali. Gli occhi sono verde smeraldo.
Le dimensioni oscillano tra i 5 e i 10 cm.

## Alimentazione, riproduzione, abitudini
Si sa ben poco di questa specie se non che vive in piccoli gruppi e che tende a nuotare distante dal fondo (abitudine atipica per un Gobius).

## Curiosità
Era considerato fino a pochi anni fa uno dei pesci più rari del Mediterraneo ma recentemente si è visto che è molto più frequente di quello che si credesse, negli ambienti adatti.

## Nota tassonomica
Lo status di Gobius luteus (Kolombatovic 1891) è incerto, potrebbe essere un sinonimo o una specie simile.